# 슈텐촌
슈텐촌(秀天村)은 오카야마현 고지마군에 있던 촌이다. 현재의 다마노시, 구라시키시의 일부에 해당한다.

## 역사
- 1889년 6월 1일 - 정촌제 시해엥 의해 고지마군 슈텐촌
- 1903년 4월 1일 - 슈텐촌이 분할해 시모카모촌, 가미카모촌은 쇼나이촌에, 잔부는 하치하마정에 편입해 폐지되었다.

## 参考文献
- 角川日本地名大辞典 33 岡山県
- 『市町村名変遷辞典』東京堂出版、1990年。